# Football Club Twente
El Football Club Twente es un club de fútbol de Países Bajos, de la ciudad de Enschede. Fue fundado el 1 de julio de 1965 y juega en la Eredivisie, primera categoría del fútbol de los Países Bajos.

## Historia
El FC Twente se fundó en 1965 de la fusión de dos clubes profesionales de la ciudad: el Sportclub Enschede y el Enschedese Boys. El nuevo club pronto se situó entre los primeros puestos de la Eredivisie. En 1969 finalizó tercero, lo que le permitió debutar en las competiciones europeas la siguiente temporada. Repitió el tercer puesto en 1972 y 1973. La temporada 1973/74 realizó su mejor campaña liguera, peleando por el título con el Feyenoord durante toda la temporada. El campeonato se decidió en la penúltima jornada, que enfrentó en Róterdam a ambos contendientes. Aunque el Twente llegaba tras haber encadenado 30 partidos invicto, el Feyenoord se impuso por 3-2 y sentenció el campeonato. El Twente, como subcampeón, tuvo que conformarse con la clasificación para la siguiente edición de la Copa de la UEFA, donde se convertiría en la sensación del torneo.

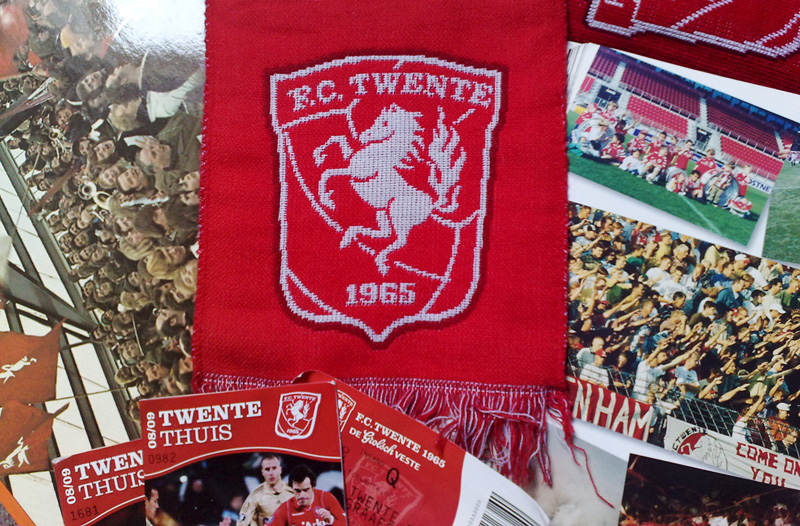
Imagen de una bufanda con el escudo del club.

La temporada 1974/75 los tukkers, que ya habían alcanzado las semifinales dos años antes, se clasificaron para la final de la UEFA tras apear a la Juventus con una histórica victoria en Turín. El rival en la final era el Borussia Mönchengladbach y aunque en el partido de ida, disputado en Mönchengladbach, el Twente logró un valioso empate a cero, en la vuelta fue arrollado por los alemanes, que se impusieron 1-5 con goles de Heynckes y Simonsen. No fue la única desilusión de la temporada para los tukkers, que también fueron derrotados en la final de la Copa nacional por el FC Den Haag.
Sin embargo, dos años después llegaría el primer título a las vitrinas del club, precisamente la Copa KNVB. El Twente se impuso en una reñida final al PEC Zwolle, con tres goles en la prórroga. Se alinearon en el histórico partido: van Gerven, van Ierssel, Overweg, Drost, Bruggink, Thijssen, van der Vall, Mühren, Wildschut, Gritter (Pahlplatz) y Thoresen (Jeuring).
En 1979 nuevamente disputó la final de Copa, siendo superado por el Ajax (1-1 y 3-0 en el partido de desempate). Luego vendría un paulatino declive del club, que perdió la categoría al término de la temporada 1982/83. Un año después, regresó a la Eredivisie.
El club resurgió a finales de noventa. De la mano del técnico alemán Hans Meyer, en 1997, acabó la liga en tercera posición y alcanzó la tercera ronda de la Copa de la UEFA del siguiente año.
El 24 de mayo de 2001 el Twente conquistó su segunda copa venciendo al PSV en la final, tras imponerse por 3-1 en la tanda de penales. Tres años después, en 2004, nuevamente llegó a la final, que perdió con el FC Utrecht.
El 23 de octubre de 2008 jugó partido de liguilla de la Copa de la UEFA contra el Real Racing Club de Santander (Cantabria, España), al que venció por 1-0.
En 2008, tras lograr eliminar en play-offs al Ajax Ámsterdam, el club consiguió clasificarse por vez primera para la fase preliminar de la Liga de Campeones de la UEFA. Sin embargo, en el partido de la tercera eliminatoria de la competición, su claramente superado por el Arsenal FC inglés, que se impuso por un global de 6-0.
En el año 2018, descendió de categoría al acabar en última posición. No obstante, al año siguiente el club se proclama campeón de la Eerste Divisie 2018-19, regresando a la Eredivisie para la temporada 2019/20.

### Campeonato 2009-2010

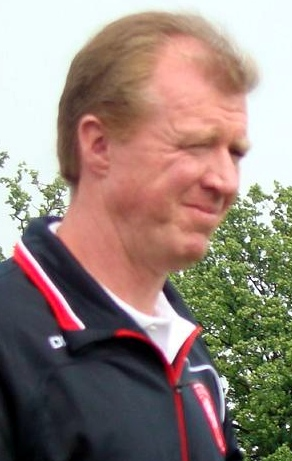
Steve McClaren, el primer entrenador en salir campeón con el FC Twente.

De la mano de Steve McClaren, los Tukkers consigue su primer Título de Liga (anteriormente consiguió uno como Sportclub Enschede) al vencer 0-2, con goles de Bryan Ruiz y Miroslav Stoch, al NAC Breda. Con el Ajax pisándole los talones, logró el título con un punto de ventaja, donde cabe resaltar a Bryan Ruiz, por anotar 24 dianas y realizar 18 asistencias para este equipo, quedando así como máximo goleador y asistente del equipo, y siendo parte fundamental de este.
Como ganador de la liga, el FC Twente disputó la Supercopa Johan Cruyff de 2010 contra el campeón de la copa de los Países Bajos el Ajax, imponiéndose 1 a 0 y ganando su primer título de Supercopa.

### Campeonato 2010-2011
Todas las esperanzas se daban para el bicampeonato, pero en la última fecha el FC Twente, con 71 puntos, se enfrentaría al segundo de la tabla, el Ajax Ámsterdam con 70 puntos en la última jornada. En Ámsterdam, el FC Twente cayó derrotado 3-1, terminando subcampeón de la Eredivisie 2010/11.

### Copa de los Países Bajos 2011
De la mano de Michel Preud'homme, el FC Twente consigue su tercera Copa de los Países Bajos venciendo en la final al Ajax 3-2 en la prórroga, consiguiendo el billete para disputar la Supercopa de los Países Bajos nuevamente contra el Ajax, el campeón de liga de aquel año. El FC Twente ganaría 2-1 y conseguiría su segunda Supercopa gracias a un gol de Bryan Ruiz.

## Estadio

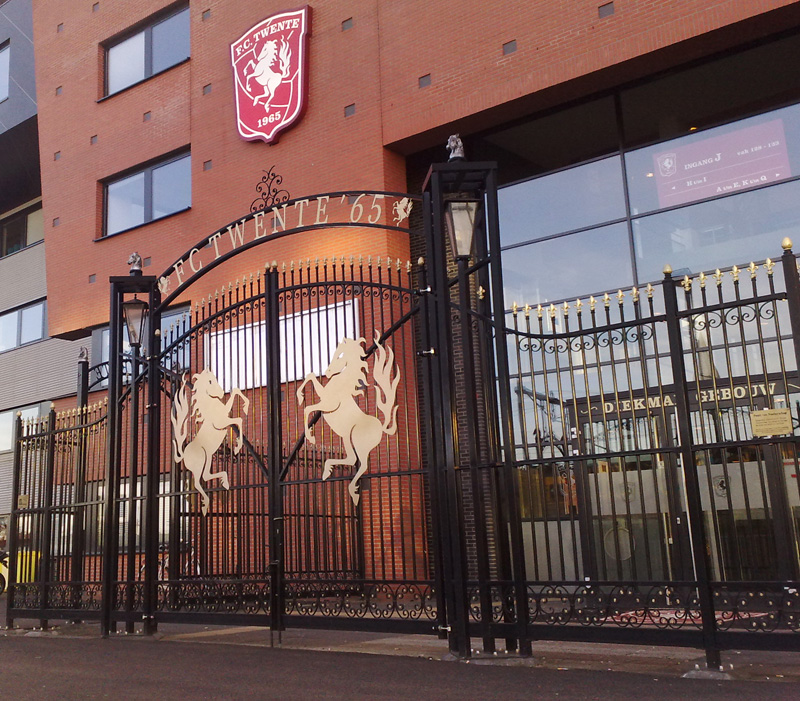
La entrada del estadio simboliza su historia.

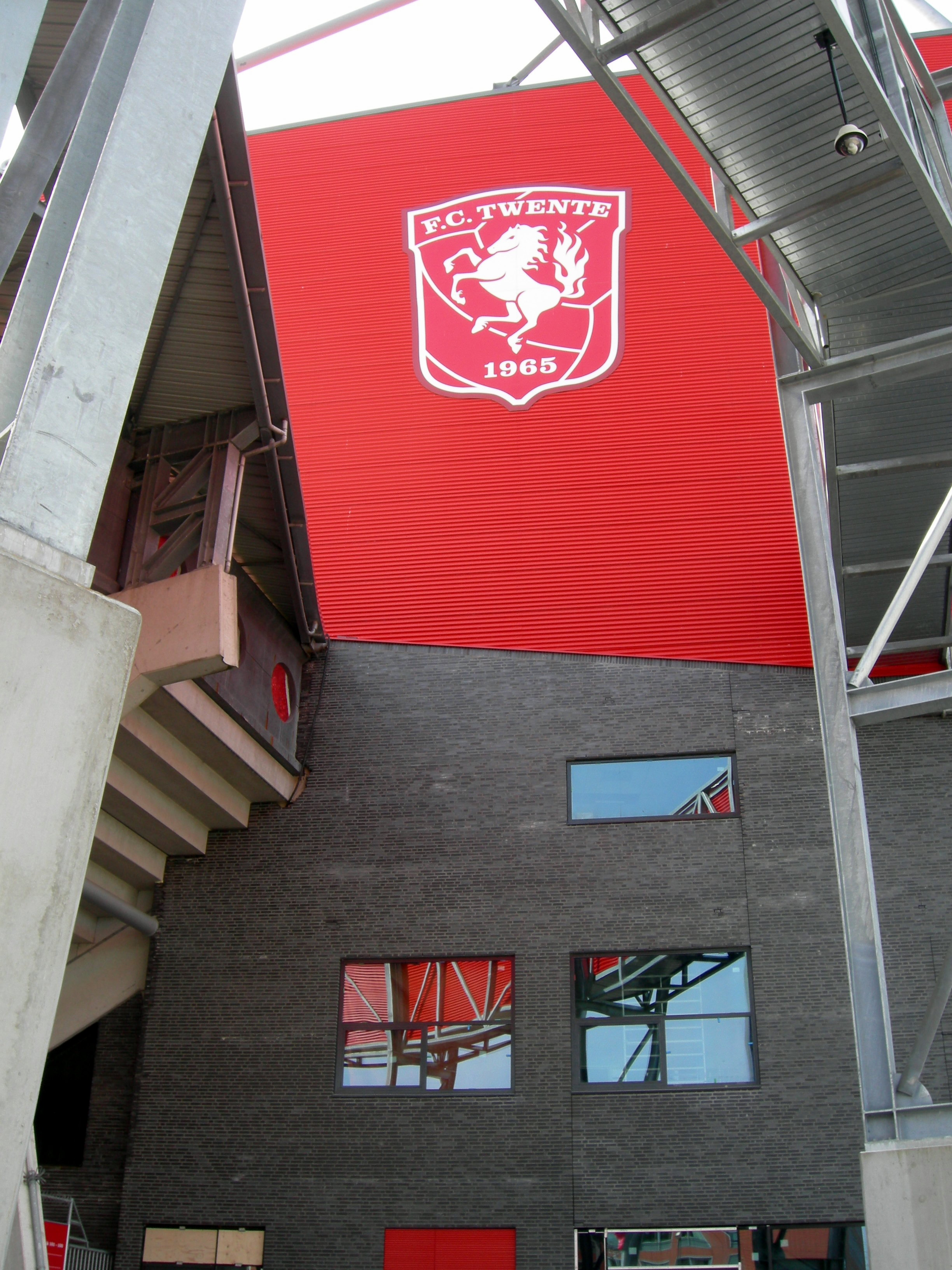
De Grolsch Veste visto desde la esquina exterior

De Grolsch Veste, anteriormente llamado Arke Stadion, es la sede del FC Twente, el cual es su dueño. Está en el Business & Science Park, atrás de la Universidad de Twente y entre las ciudades de Enschede y Hengelo. Su capacidad es de 30.205.
De Grolsch Veste reemplaza el viejo Diekman Stadion como la sede del FC Twente el 22 de marzo de 1998. Inicialmente se pensaba ampliar y remodelar el estadio viejo, pero su ubicación, junto a la opinión de los aficionados de la localización del viejo estadio, se creó la idea de la construcción de la nueva sede. El Diekman ground tenía problemas con la reglamentación de la FIFA por no tener butacas detrás de los marcos.

## Entrenadores
- Friedrich Donenfeld (Julio 1965–66)
- Kees Rijvers (Julio 1966–Junio 72)
- Spitz Kohn (julio de 1972–septiembre de 1979)
- Hennie Hollink (1980–81)
- Rob Groener (1981–82)
- Spitz Kohn (noviembre de 1982–junio de 1983)
- Fritz Korbach (1983–86)
- Theo Vonk (Julio de 1986–junio de 1992)
- Rob Baan (1992–94)
- Issy ten Donkelaar (julio de 1994–noviembre de 1995)
- Fred Rutten (interino) (noviembre de 1995–enero de 1996)
- Hans Meyer (enero de 1996–septiembre de 1999)
- Fred Rutten (septiembre de 1999–Junio de 2001)
- John van 't Schip (julio de 2001–julio de 2002)
- René Vandereycken (julio de 2002–mayo de 2004)
- Rini Coolen (julio de 2004–febrero de 2006)
- Jan van Staa (interino) (febrero de 2006–junio de 2006)
- Fred Rutten (julio de 2006–junio de 2008)
- Steve McClaren (junio de 2008–junio de 2010)
- Michel Preud'homme (julio de 2010–junio de 2011)
- Co Adriaanse (julio de 2011–enero de 2012)
- Steve McClaren (enero de 2012–febrero de 2013)
- Alfred Schreuder (interino) (febrero de 2013–abril de 2013)
- Michel Jansen (interino) (abril de 2013–junio de 2014)
- Alfred Schreuder (julio de 2014–agosto de 2015)
- René Hake (agosto de 2015–octubre de 2017)[2]
- Marino Pusic (octubre de 2017)[2]
- Gertjan Verbeek (octubre de 2017-marzo de 2018)
- Marino Pušić (marzo de 2018 – mayo de 2019)
- Gonzalo García García (mayo de 2019-junio de 2020)
- Ron Jans (junio de 2020 – junio de 2023)
- Joseph Oosting (julio de 2023 –)

## Equipos Afiliados
- FK Qarabağ[3][4][5]
- Kozármisleny SE[6]
- Heracles Almelo[7]
- Go Ahead Eagles[7]
- Liga Deportiva Alajuelense[8]

## Palmarés

### Profesional

#### Torneos nacionales (6)
- Eredivisie (1): 2009-10
- Eerste Divisie (1): 2018-19
- Copa de los Países Bajos (3): 1976-77, 2000-01, 2010-11
- Supercopa de los Países Bajos (2): 2010, 2011

#### Torneos internacionales (2)
- Copa Intertoto de la UEFA (2): 1983 y 2006.
- Subcampeón de la Copa de la UEFA (1): 1974-75

### Juvenil

#### Torneos nacionales
- Beloften Eredivisie (2): 2008, 2012[9]
- Eredivisie Junior A: 2007
- Suspercopa Junior A: 2007
- Campeonato Tweede divisie B2: 2007
- Campeonato Hoofdklasse B2: 2008
- Campeonato Hoofdklasse B4: 2013
- Rinus Michels Award: 2008[10]

#### Torneos regionales
- Campeonato Interregional Junior A Oriente (7): 1960*, 1961*, 1962*, 1967**, 1971**, 1977**, 1985**[11]

(*) Enschedese Boys (**) SC Enschede

#### Torneos internacionales
- PSV Otten Cup: 2008

### Femenino

#### Torneos nacionales
- Liga BeNe: 2013
- Eredivisie (femenina) (2): 2011, 2013
- Copa Femenina de los Países Bajos: 2008

## Participación en competiciones europeas
| Competicion UEFA | Competicion UEFA       | Competicion UEFA | Competicion UEFA         | Competicion UEFA | Competicion UEFA | Competicion UEFA |
| Temporada        | Competición            | Ronda            | Club                     | Casa             | Fuera            | global           |
| ---------------- | ---------------------- | ---------------- | ------------------------ | ---------------- | ---------------- | ---------------- |
| 1969/70          | Copa de Ferias         | 1R               | FC Rouen                 | 1–0              | 0–2              | 1–2              |
| 1970/71          | Copa Intertoto         | Grupo A3         | Union Teplice            | 2–0              | 2–6              | 4–6              |
| 1970/71          | Copa Intertoto         | Grupo A3         | Djurgårdens IF           | 4–1              | 2–2              | 6–3              |
| 1970/71          | Copa Intertoto         | Grupo A3         | Hannover 96              | 1–1              | 2–2              | 3–3              |
| 1970/71          | Copa de Ferias         | 1R               | AEK Atenas               | 3–0              | 1–0              | 4–0              |
| 1970/71          | Copa de Ferias         | 2R               | Eskişehirspor            | 6–1              | 2–3              | 8–4              |
| 1970/71          | Copa de Ferias         | 1/8              | Dinamo Zagreb            | 1–0              | 2–2              | 3–2              |
| 1970/71          | Copa de Ferias         | 1/4              | Juventus                 | 2–2              | 0–2              | 2–4              |
| 1972/73          | Copa UEFA              | 1R               | FC Dinamo Tbilisi        | 2–0              | 2–3              | 4–3              |
| 1972/73          | Copa UEFA              | 2R               | BK Frem                  | 4–0              | 5–0              | 9–0              |
| 1972/73          | Copa UEFA              | 1/8              | UD Las Palmas            | 3–0              | 1–2              | 4–2              |
| 1972/73          | Copa UEFA              | 1/4              | OFK Beograd              | 2–0              | 2–3              | 4–3              |
| 1972/73          | Copa UEFA              | 1/2              | Borussia Mönchengladbach | 1–2              | 0–3              | 1–5              |
| 1973/74          | Copa UEFA              | 1R               | Dundee FC                | 4–2              | 3–1              | 7–3              |
| 1973/74          | Copa UEFA              | 2R               | Panachaiki GE            | 7–0              | 1–1              | 8–1              |
| 1973/74          | Copa UEFA              | 1/8              | Ipswich Town             | 1–2              | 0–1              | 1–3              |
| 1974/75          | Copa UEFA              | 1R               | Ipswich Town             | 1–1              | 2–2              | 3–3              |
| 1974/75          | Copa UEFA              | 2R               | RWD Molenbeek            | 2–1              | 1–0              | 3–1              |
| 1974/75          | Copa UEFA              | 1/8              | FK Dukla Praga           | 5–0              | 1–3              | 6–3              |
| 1974/75          | Copa UEFA              | 1/4              | Velez Mostar             | 2–0              | 0–1              | 2–1              |
| 1974/75          | Copa UEFA              | 1/2              | Juventus                 | 3–1              | 1–0              | 4–1              |
| 1974/75          | Copa UEFA              | F                | Borussia Mönchengladbach | 1–5              | 0–0              | 1–5              |
| 1977/78          | Copa Intertoto         | Grupo 2          | MSV Duisburg             | 0–2              | 3–2              | 3–4              |
| 1977/78          | Copa Intertoto         | Grupo 2          | Standard Lieja           | 3–2              | 1–2              | 4–4              |
| 1977/78          | Copa Intertoto         | Grupo 2          | Maccabi Tel Aviv         | 3–4              | 3–1              | 6–5              |
| 1977/78          | Recopa de Europa       | 1R               | Rangers FC               | 3–0              | 0–0              | 3–0              |
| 1977/78          | Recopa de Europa       | 1/8              | SK Brann                 | 2–0              | 2–1              | 4–1              |
| 1977/78          | Recopa de Europa       | 1/4              | Vejle BK                 | 4–0              | 3–0              | 7–0              |
| 1977/78          | Recopa de Europa       | 1/2              | RSC Anderlecht           | 0–1              | 0–2              | 0–3              |
| 1978/79          | Copa UEFA              | 1R               | Manchester City          | 1–1              | 2–3              | 3–4              |
| 1979/80          | Recopa de Europa       | 1R               | Panionios                | 3–1              | 0–4              | 3–5              |
| 1980/81          | Copa UEFA              | 1R               | IFK Göteborg             | 5–1              | 0–2              | 5–3              |
| 1980/81          | Copa UEFA              | 2R               | Dynamo Dresden           | 1–1              | 0–0              | 1–1              |
| 1983/84          | Copa Intertoto         | Grupo 1          | Fortuna Düsseldorf       | 1–0              | 4–2              | 5–2              |
| 1983/84          | Copa Intertoto         | Grupo 1          | Standard Lieja           | 2–0              | 2–4              | 4–4              |
| 1983/84          | Copa Intertoto         | Grupo 1          | FC Zürich                | 1–1              | 4–3              | 5–4              |
| 1985/86          | Copa Intertoto         | Grupo 2          | Rot-Weiß Erfurt          | 1–0              | 0–4              | 1–4              |
| 1985/86          | Copa Intertoto         | Grupo 2          | RFC Lieja                | 1–1              | 0–1              | 1–2              |
| 1985/86          | Copa Intertoto         | Grupo 2          | Fortuna Düsseldorf       | 0–0              | 2–4              | 2–4              |
| 1989/90          | Copa UEFA              | 1R               | Club Brugge              | 0–0              | 1–4              | 1–4              |
| 1990/91          | Copa UEFA              | 1R               | Bayer 04 Leverkusen      | 1–1              | 0–1              | 1–2              |
| 1993/94          | Copa UEFA              | 1R               | FC Bayern München        | 3–4              | 0–3              | 3–7              |
| 1994/95          | Copa UEFA              | 1R               | Kispesti Honvéd          | 1–4              | 3–1              | 4–5              |
| 1997/98          | Copa UEFA              | 1R               | Lillestrøm SK            | 0–1              | 2–1              | 2–2              |
| 1997/98          | Copa UEFA              | 2R               | Aarhus GF                | 0–0              | 1–1              | 1–1              |
| 1997/98          | Copa UEFA              | 1/8              | AJ Auxerre               | 0–1              | 0–2              | 0–3              |
| 1998/99          | Copa Intertoto         | 2R               | Kongsvinger IL           | 2–0              | 0–0              | 2–0              |
| 1998/99          | Copa Intertoto         | 3R               | Red Bull Salzburg        | 2–2              | 1–3              | 3–5              |
| 2001/02          | Copa UEFA              | 1R               | Polonia Varsovia         | 2–0              | 2–1              | 4–1              |
| 2001/02          | Copa UEFA              | 2R               | Grasshopper CZ           | 4–2              | 1–4              | 5–6              |
| 2006/07          | Copa Intertoto         | 3R               | Kalmar FF                | 3–1              | 0–1              | 3–2              |
| 2006/07          | Copa UEFA              | Clasificatoria 2 | FC Levadia               | 1–1              | 0–1              | 1–2              |
| 2007/08          | Copa UEFA              | 1R               | Getafe CF                | 3–2              | 0–1              | 3–3              |
| 2008/09          | UEFA Champions League  | Clasificatoria 3 | Arsenal FC               | 0–2              | 0–4              | 0–6              |
| 2008/09          | Copa UEFA              | 1R               | Stade Rennais            | 1–0              | 1–2              | 2–2              |
| 2008/09          | Copa UEFA              | Grupo A          | Racing Santander         | 1–0              | nvt              | 1–0              |
| 2008/09          | Copa UEFA              | Grupo A          | Manchester City FC       | nvt              | 2–3              | 2–3              |
| 2008/09          | Copa UEFA              | Grupo A          | FC Schalke 04            | 2–1              | nvt              | 2–1              |
| 2008/09          | Copa UEFA              | Grupo A          | Paris Saint-Germain      | nvt              | 0–4              | 0–4              |
| 2008/09          | Copa UEFA              | 3R               | Olympique Marseille      | 0–1              | 1–0              | 1–1              |
| 2009/10          | UEFA Champions League  | Clasificatoria 3 | Sporting Portugal        | 1–1              | 0–0              | 1–1              |
| 2009/10          | UEFA Europa League     | Play-off         | FK Qarabağ               | 3–1              | 0–0              | 3–1              |
| 2009/10          | UEFA Europa League     | Grupo H          | Fenerbahçe SK            | 0–1              | 2–1              | 2–2              |
| 2009/10          | UEFA Europa League     | Grupo H          | Steaua Boekarest         | 0–0              | 1–1              | 1–1              |
| 2009/10          | UEFA Europa League     | Grupo H          | FC Sheriff               | 2–1              | 0–2              | 2–3              |
| 2009/10          | UEFA Europa League     | 2R               | SV Werder Bremen         | 1–0              | 1–4              | 2–4              |
| 2010/11          | UEFA Champions League  | Grupo A          | Internazionale           | 2–2              | 0–1              | 2–3              |
| 2010/11          | UEFA Champions League  | Grupo A          | Tottenham Hotspur FC     | 3–3              | 1–4              | 4–7              |
| 2010/11          | UEFA Champions League  | Grupo A          | SV Werder Bremen         | 1–1              | 2–0              | 3–1              |
| 2010/11          | UEFA Europa League     | 2R               | Rubin Kazan              | 2–2              | 2–0              | 4–2              |
| 2010/11          | UEFA Europa League     | 1/8              | Zenit                    | 3–0              | 0–2              | 3–2              |
| 2010/11          | UEFA Europa League     | 1/4              | Villarreal CF            | 1–3              | 1–5              | 2–8              |
| 2011/12          | UEFA Champions League  | Clasificatoria 3 | FC Vaslui                | 2–0              | 0–0              | 2–0              |
| 2011/12          | UEFA Champions League  | Play-off         | SL Benfica               | 2–2              | 1–3              | 3–5              |
| 2011/12          | UEFA Europa League     | Grupo K          | Fulham FC                | 1–0              | 1–1              | 2–1              |
| 2011/12          | UEFA Europa League     | Grupo K          | Wisła Kraków             | 4–1              | 1–2              | 5–3              |
| 2011/12          | UEFA Europa League     | Grupo K          | Odense BK                | 3–2              | 4–1              | 7–3              |
| 2011/12          | UEFA Europa League     | 2R               | Steaua Boekarest         | 1–0              | 1–0              | 2–0              |
| 2011/12          | UEFA Europa League     | 1/8              | FC Schalke 04            | 1–0              | 1–4              | 2–4              |
| 2012/13          | UEFA Europa League     | Clasificatoria 1 | UE Santa Coloma          | 6–0              | 3–0              | 9–0              |
| 2012/13          | UEFA Europa League     | Clasificatoria 2 | FC Inter Turku           | 1–1              | 5–0              | 6–1              |
| 2012/13          | UEFA Europa League     | Clasificatoria 3 | FK Mladá Boleslav        | 2–0              | 2–0              | 4–0              |
| 2012/13          | UEFA Europa League     | Play-off         | Bursaspor                | 4–1              | 1–3              | 5–4              |
| 2012/13          | UEFA Europa League     | Grupo L          | Hannover 96              | 2–2              | 0–0              | 2–2              |
| 2012/13          | UEFA Europa League     | Grupo L          | Helsingborgs IF          | 1–3              | 2–2              | 3–5              |
| 2012/13          | UEFA Europa League     | Grupo L          | Levante UD               | 0–0              | 0–3              | 0–3              |
| 2014/15          | UEFA Europa League     | Play-off         | FK Qarabağ               | 1–1              | 0–0              | 1–1              |
| 2022/23          | UEFA Conference League | 3R               | FK Čukarički             | 4–1              | 3–1              | 7–2              |
| 2022/23          | UEFA Conference League | Play-off         | ACF Fiorentina           | 0–0              | 1–2              | 1–2              |
| 2023/24          | UEFA Conference League | 2R               | Hammarby IF              | 1–0              | 1–1              | 2–1              |
| 2023/24          | UEFA Conference League | 3R               | Riga FC                  | 2–0              | 3–0              | 5–0              |
| 2023/24          | UEFA Conference League | Play-off         | Fenerbahçe SK            | 0–1              | 1–5              | 1–6              |
| 2024/25          | UEFA Champions League  | Clasificatoria 3 | Red Bull Salzburg        | 3–3              | 1–2              | 4–5              |
| 2024/25          | UEFA Europa League     | Fase Liga        | Manchester United FC     |                  | 1-1              |                  |
| 2024/25          | UEFA Europa League     | Fase Liga        | Fenerbahçe SK            | 1-1              |                  |                  |
| 2024/25          | UEFA Europa League     | Fase Liga        | Lazio                    | 0-2              |                  |                  |
| 2024/25          | UEFA Europa League     | Fase Liga        | OGC Nice                 |                  | 2-2              |                  |
| 2024/25          | UEFA Europa League     | Fase Liga        | Union St. Gilloise       | 0-1              |                  |                  |
| 2024/25          | UEFA Europa League     | Fase Liga        | Olympiakos               |                  | 0-0              |                  |
| 2024/25          | UEFA Europa League     | Fase Liga        | Malmö FF                 |                  | 2-3              |                  |
| 2024/25          | UEFA Europa League     | Fase Liga        | Beşiktaş JK              | 1-0              |                  |                  |